# Groupe Collaboration
El Groupe Collaboration fue un grupo colaboracionista francés activo durante la Segunda Guerra Mundial. Evitando en gran medida la política callejera de muchos de estos grupos contemporáneos, buscó establecer estrechos vínculos culturales con el Tercer Reich y apelar a los niveles más altos de la vida francesa. Promovió una perspectiva "europeísta" y buscó el renacimiento de Francia a través de parte de la "Revolución Nacional" a nivel europeo.

## Desarrollo
El Groupe fue un renacimiento del Comité Francia-Alemania, establecido en septiembre de 1940 por Fernand de Brinon. Evitó el estatus de partido político y en su lugar trabajó hacia una colaboración "cultural" con los alemanes. Con este fin, adoptó un enfoque ampliamente conservador y se centró en actividades tales como organizar círculos de discusión y publicar dos revistas: La Gerbe y L'Union Francaise. La iniciativa contó con el apoyo de Otto Abetz y fue financiada al menos parcialmente con fondos alemanes.
Se dividió en secciones basadas en las actividades que respaldaba con ciencia, economía, literatura y derecho, así como una sección de artes que incluía secciones de teatro, música y artes visuales. Max d'Ollone se desempeñó como Presidente de la sección de música y en este papel se esperaba que organizara eventos de gala para celebrar las visitas de dignatarios alemanes a París. Bajo los auspicios del Groupe, se organizó una exposición del escultor alemán y activo nacionalsocialista Arno Breker en París, un evento que se convirtió en una fuente de gran controversia en la era posterior a la Liberación. También transmitió un programa de radio semanal en París.
Su sede se encontraba en París, aunque se permitió que el Groupe se organizara tanto en la Francia de Vichy como en la zona ocupada. Para 1943, podría reclamar 26.000 miembros en la zona ocupada y 12.000 en la zona de Vichy, con unas 200.000 personas asistiendo a sus eventos. Muchos de sus miembros no estaban activos en los movimientos políticos.
Alphonse de Chateaubriant, ganador del Premio Goncourt de 1911, presidió el grupo, mientras que su comité de gobierno incluyó a Abel Bonnard y al cardenal Alfred-Henri-Marie Baudrillart entre sus miembros. Pierre Benoit, Georges Claude y Pierre Drieu La Rochelle se encontraban entre las otras figuras prominentes para formar parte del comité, junto con Robert Brasillach, Jacques Chardonne y Paul Belmondo.

## Relación con otros grupos
Un movimiento juvenil, Jeunes de l'Europe nouvelle (JEN), se unió al Groupe, aunque era algo más estrictamente activo que su tranquila organización matriz. Dirigido por Jacques Schweizer, el exlíder de la sección juvenil de los Jeunesses Patriotes, participó activamente en la promoción de campañas de propaganda pro-colaboración. El JEN fue un poco anterior al Groupe, habiendo sido establecido inicialmente por Saint-Loup antes de afiliarse al Groupe.
En 1942, el Grupo prestó su apoyo al Front révolutionnaire national, una iniciativa establecida por Marcel Déat como un intento de hacer realidad su sueño de forjar un solo partido de masas en apoyo del colaboracionismo. La idea no fue un éxito después de que varios grupos, incluido el influyente Partido Popular Francés (PPF), se negaron a apoyar la iniciativa. A pesar de esto, varios miembros líderes del PPF también participaron activamente en el Groupe. Por su parte, Déat consideraba que el Groupe era vital para retratar una imagen positiva de Alemania con el fin de disminuir las percepciones negativas de la ocupación y el colaboracionismo.

## Declive
El grupo entró en fuerte declive en las últimas etapas de la guerra, cuando la situación comenzó a volverse contra Alemania. Después de la Liberación, haber participado en Groupe Collaboration fue considerado un caso básico de «Indignité nationale» en el marco de los juicios de la «Épuration légale».